# Llac Kariba
El  llac Kariba és el llac artificial i l'embassament més gran del món en volum. Es troba a la gorja de Kariba, al riu Zambeze, uns 1.300 quilòmetres aigües amunt de l'oceà Índic, en la frontera entre Zàmbia i Zimbàbue. Es fa formar amb la construcció de la presa de Kariba, que va tenir lloc entre el 1955 i 1959. El tancament de la presa es va fer el 2 de desembre de 1958 i el 17 de maig de 1960 va tenir lloc la inauguració. El llac fa uns 220 km de llarg per 40 km d'ample i cobreix una àrea de més de 5.500 km². La seva profunditat mitjana és de 29 m i la màxima de 97 m. El llac té 190 illes a Zimbàbue i 103 a Zàmbia, totes les illes abasten una superfície de 147 km² i 604 km de costa.
Des de la seva creació la regió ha estat objecte de molts terratrèmols, vint d'ells per sobre del 5 en l'escala de Richter. La hipòtesi és que l'activitat sísmica es deu a l'enorme pressió intersticial d'aigua del llac (uns 200.000 milions de tones). La història sísmica de la regió abans de la construcció de la presa no és ben coneguda, però sabem que un terratrèmol de magnitud 6,0 es va registrar al maig de 1910, el que sembla demostrar l'existència d'activitat sísmica anterior a la construcció de la presa. La influència del llac sobre l'activitat sísmica a la regió encara no s'ha demostrat clarament.
Situat al sud de Lusaka, aquest llac està vorejat per una costa salvatge i poc habitada. És compartit per Zàmbia i Zimbàbue. A la part de Zimbàbue és on es troben les poques instal·lacions turístiques que existeixen.

## Fauna

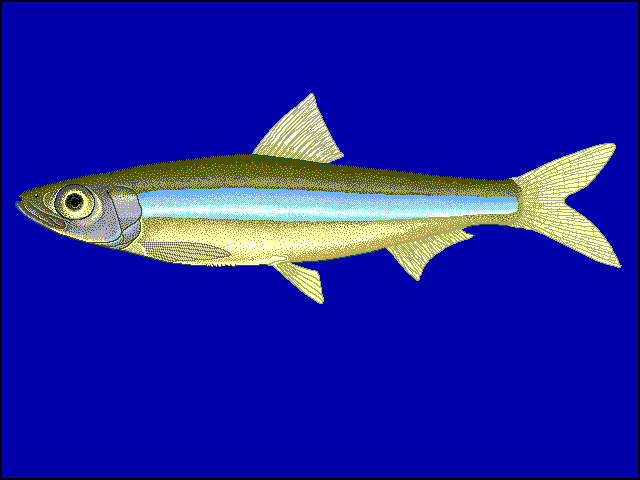
Sardina del llac Tanganica (Limnothrissa miodon), una espècie introduïda al Llac Kariba.

S'han inventariat un mínim de 41 espècies de peixos (Kenmuir, 1983), com l'Anguilla bengalensis, un clupeid - la sardina del llac Tanganika (Limnothrissa miodon), introduïda des del llac Tanganyika el 1967 - quatre mormírids, quatre caràcids, entre ells l'imberi (Brycinus imbere), dos distichodontidae - l'nkupe (Distichodus mossambicus) i el Chessa (Distichodus schenga) - dos esquílbids i dos clàrids, entre ells el vundu (Heterobranchus longifilis), molt gran, un peix gat elèctric (Malapterurus electricus), dos mochòkids, 10 ciprínids entre ells 6 barbs, 1 ciprinodòntid i 11 cíclids.